# Valentin Silaghi
Valentin Silaghi, född den 19 april 1957 i Bobilna, är en rumänsk boxare som tog OS-brons i mellanviktsboxning 1980 i Moskva. I semifinalen förlorade Silaghi med 0-5 mot José Gómez från Kuba.